# Racławicka
Racławicka (nome ufficiale: A9 Racławicka) è una stazione della linea M1 della metropolitana di Varsavia. È stata inaugurata nel 1995.